# 1990年亚洲冬季运动会短道速滑比赛
1990年亚洲冬季运动会短道速滑比赛于1990年3月9日-1990年3月10日在日本札幌美香保体育馆举行，比赛共分10个单项，男女各5个单项。

## 总奖牌榜
*   主办国家/地区（日本）
| 排名                     | 国家 / 地区              | 金牌 | 銀牌 | 銅牌 | 总计 |
| ------------------------ | ------------------------ | ---- | ---- | ---- | ---- |
| 1                        | 中國                     | 5    | 2    | 4    | 11   |
| 2                        |                          | 4    | 5    | 2    | 11   |
| 3                        | 日本*                    | 1    | 2    | 3    | 6    |
| 4                        |                          | 0    | 1    | 1    | 2    |
| 总计（共4个国家 / 地区） | 总计（共4个国家 / 地区） | 10   | 10   | 10   | 30   |

## 奖牌得主

### 男子
| 項目       | 金牌                                            | 金牌    | 银牌                 | 银牌    | 铜牌                   | 铜牌    |
| 500米      | 王强 · 中国（CHN）                              | 46.01   | 金琪焄 · 韩国（KOR） | 46.17   | 王全军 · 中国（CHN）   | 46.20   |
| 1000米     | 金琪焄 · 韩国（KOR）                            | 1:43.26 | 李元浩 · 朝鲜（PRK） | 1:43.50 | 权英哲 · 韩国（KOR）   | 1:43.97 |
| 1500米     | 金琪焄 · 韩国（KOR）                            | 2:33.50 | 李准镐 · 韩国（KOR） | 2:33.70 | 杉尾宪一 · 日本（JPN） | 2:35.84 |
| 3000米     | 河合修二 · 日本（JPN）                          | 5:33.15 | 李准镐 · 韩国（KOR） | 5:33.17 | 植松纯 · 日本（JPN）   | 5:33.18 |
| 5000米接力 | 韩国（KOR） · 金琪焄 · 权英哲 · 李准镐 · 牟智洙 | 7:39.29 | 日本（JPN）          | 7:40.44 | 中国（CHN）            | 7:43.02 |

### 女子
| 項目       | 金牌                                          | 金牌    | 银牌                                            | 银牌    | 铜牌                 | 铜牌    |
| 500米      | 王秀兰 · 中国（CHN）                          | 48.80   | 张艳梅 · 中国（CHN）                            | 48.96   | 郑春阳 · 中国（CHN） | 55.45   |
| 1000米     | 王秀兰 · 中国（CHN）                          | 1:49.36 | 李亨廷 · 韩国（KOR）                            | 1:49.42 | 全利卿 · 韩国（KOR） | 1:49.55 |
| 1500米     | 金昭希 · 韩国（KOR）                          | 2:40.23 | 张艳梅 · 中国（CHN）                            | 2:40.62 | 李琰 · 中国（CHN）   | 2:42.86 |
| 3000米     | 张艳梅 · 中国（CHN）                          | 6:40.38 | 朝井幸子 · 日本（JPN）                          | 6:40.46 | 李京熙 · 朝鲜（PRK） | 6:41.95 |
| 3000米接力 | 中国（CHN） · 张艳梅 · 王秀兰 · 郑春阳 · 李琰 | 4:44.30 | 韩国（KOR） · 全利卿 · 金昭希 · 李亨廷 · 李允淑 | 4:56.22 | 日本（JPN）          | 4:56.52 |